# 衡陽話

## 衡阳方言
衡阳方言（衡阳话）主要流行于衡阳市、衡阳县以及衡南县地区。衡阳话属于汉语族湘语衡州片，往古可追溯至古楚语。

## 语音的分析

### 声母
衡阳话的声母，包括零声母在内，共有十九个。论辅音音位则有十八个。基本清化了的浊声母[b]、[v]、[d]、[dz]、[z]、[dʑ]、[ʐ]、[g]、[ɣ]和跟它们相对的清声母[p]、[f]、[t]、[ts]、[s]、[tɕ]、[ɕ]、[k]、[x]没有对立情况。
[p]双唇不送气的清塞音。
[p']双唇送气的清塞音。
[m]双唇浊鼻音。
[f]唇齿清擦音。
[t]舌尖中不送气的清塞音。
[t']舌尖中送气的清塞音。
[n]舌尖中浊鼻音。
[l]舌尖中浊边音。
就音位来说，衡阳话[n]、[l]两声母还是分得很清楚的。从具体字的读法来看，就有混读现象；但洪音混细音不混，一般是老年人不混而青年人混。
[ts]舌尖前不送气的清塞擦音。
[ts']舌尖前送气的清塞擦音。
[s]舌尖前清擦音。
[tɕ]舌面前不送气的清塞擦音。
[tɕ']舌面前送气的清塞擦音。
[ɕ]舌面前清擦音。
[k]舌根不送气的清塞音。
[k']舌根送气的清塞音。
[ŋ]舌根浊鼻音。
[x]舌根清擦音。

#### 辅音音位
衡阳话的十八个辅音声母，就是十八个辅音音位。其中[p]、[p']、[f]、[t]、[t']、[ts]、[ts']、[s]、[tɕ]、[tɕ']、[ɕ]、[k]、[k']、[x]只作声母外； [m]、[ŋ]、除作声母外，还可单独作韵母；[n]除作声母外，跟[ŋ]一样，还可作韵尾。

### 韵母
衡阳话有37个韵母。其中开尾韵23个，鼻尾韵12个，另外还有鼻音韵两个。从韵头的情况看，开口韵15个，齐齿韵9个，合口韵8个，撮口韵5个。介音[-i-]、[-u-]、[-y-]俱全。元音韵尾有[-i]、[-u]，辅音韵尾只有[-n]、[-ŋ]。衡阳话随还保留入声，但塞尾[-p]、[-t]、[-k]已经消失。
开尾韵中，只有[e]、[a]、[i]、[ie]、[ia]、[ue]、[ua]、[y]、[ye]就个韵母有和它们相对的鼻尾韵，其余都没有。[u]、[o]虽没有和它们相对的鼻尾韵，但[ən]、[əŋ]其实是 [un]、[oŋ]的变形。

#### 开尾韵
[ɪ]司 [e]核 [a]阿 [o]涡 [ə]耳 [ei]非 [ai]唉 [au]蒿 [əu]欧
[i]衣 [iu]优 [ie]爷 [ia]鸦 [io]岳 [iau]妖
[u]污 [ui]威 [ue]沃 [ua]蛙 [uai]歪
[y]迂 [ye]月 [ya]靴

#### 鼻尾韵
[en]衡 [an]杭 [ən]分 [əŋ]翁
[in]英 [ien]烟 [ian]央
[uen]弯 [uan]汪 [uən]温
[yn]晕 [yen]冤

#### 鼻音韵
[m̩]姆 [ŋ]嗯

### 声调
| 调类 | 调值      | 调号 | 例字     |
| ---- | --------- | ---- | -------- |
| 阴平 | 45（445） |      | 疤夫基遮 |
| 阳平 | 11        |      | 爬扶极邪 |
| 上声 | 33        |      | 把府纪姐 |
| 阴去 | 24        |      | 坝付寄借 |
| 阳去 | 213       |      | 罢父技谢 |
| 入声 | 22        |      | 八福激涩 |

1. ↑  李, 永明. . 湘潭: 湘潭大学出版社. 2016.10: 1–19. ISBN 978-7-81128-883-4.